# Schoonoord ('s-Graveland)

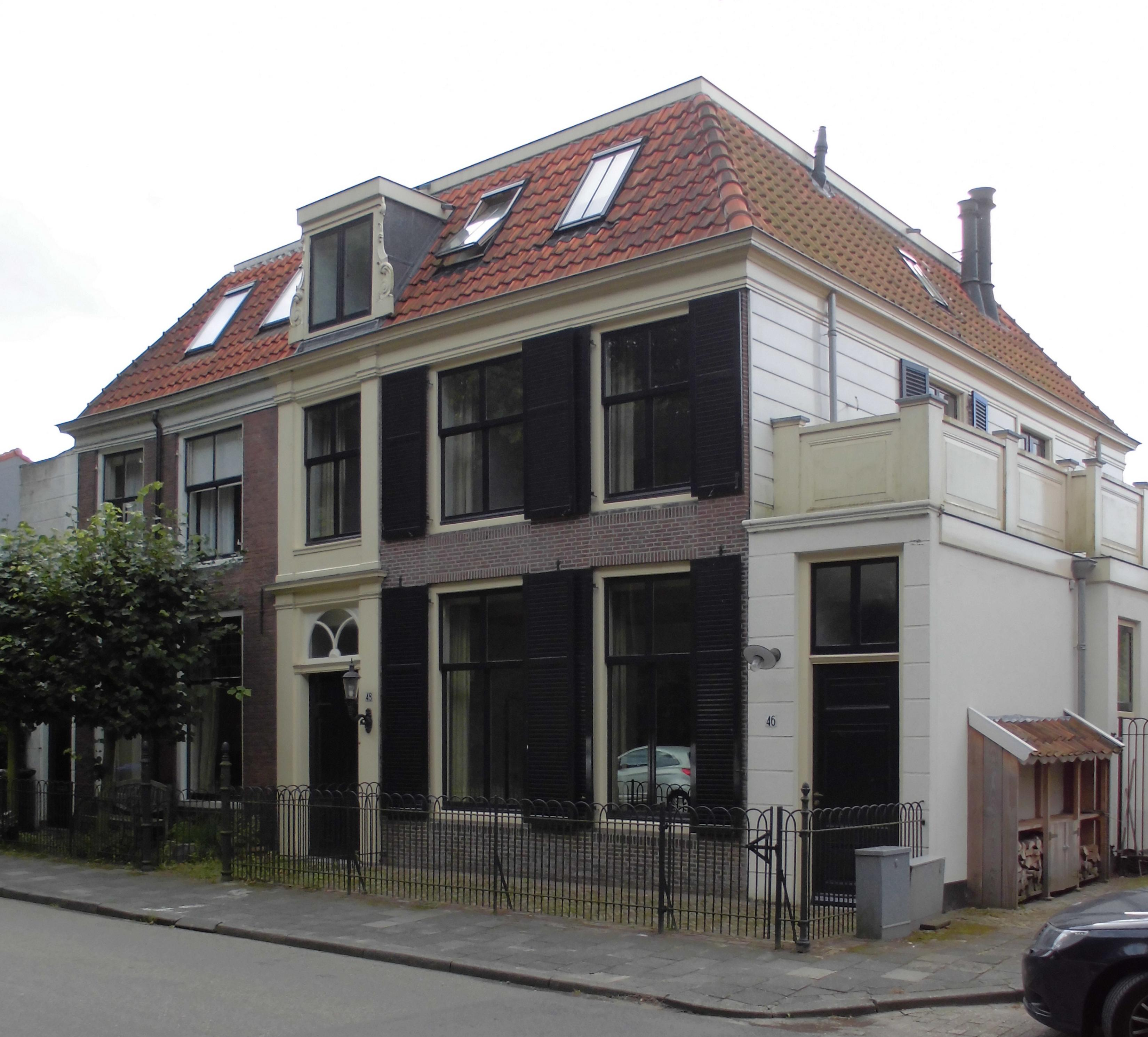
Oorspronkelijke landhuis Schoonoord aan de overkant aan het Zuidereinde

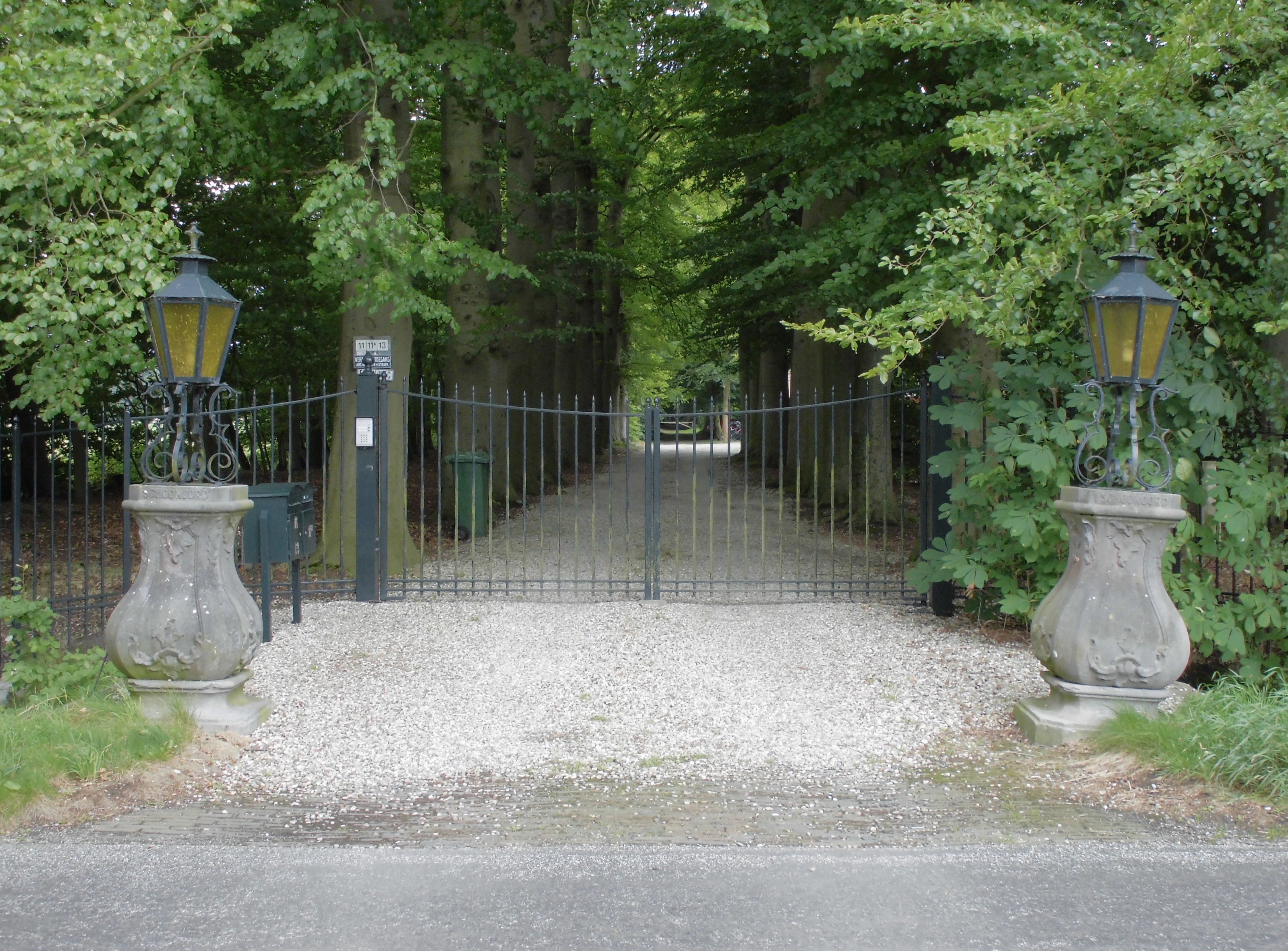
Entree van het huidige landgoed Schoonoord, westelijk deel

Schoonoord is een buitenplaats in 's-Graveland waar het ten oosten van het Zuidereinde ligt. Het heeft een oppervlakte van zeven hectare. Vereniging Natuurmonumenten is eigenaar van het oostelijk deel; het westelijk deel (met diverse gebouwen en tuin) is in particuliere handen. Het landhuis dat bij het landgoed hoorde staat aan de westkant van Zuidereinde op nummer 48. Het is waarschijnlijk tussen 1755 en 1759 gebouwd en is sinds 1880 niet meer in handen van de eigenaren van het landgoed.
Het particuliere deel van Schoonoord is niet te bezoeken. Het deel van Natuurmonumenten, dat ten zuiden van Land en Bosch en Jagtlust ligt, is vrij toegankelijk op de paden.

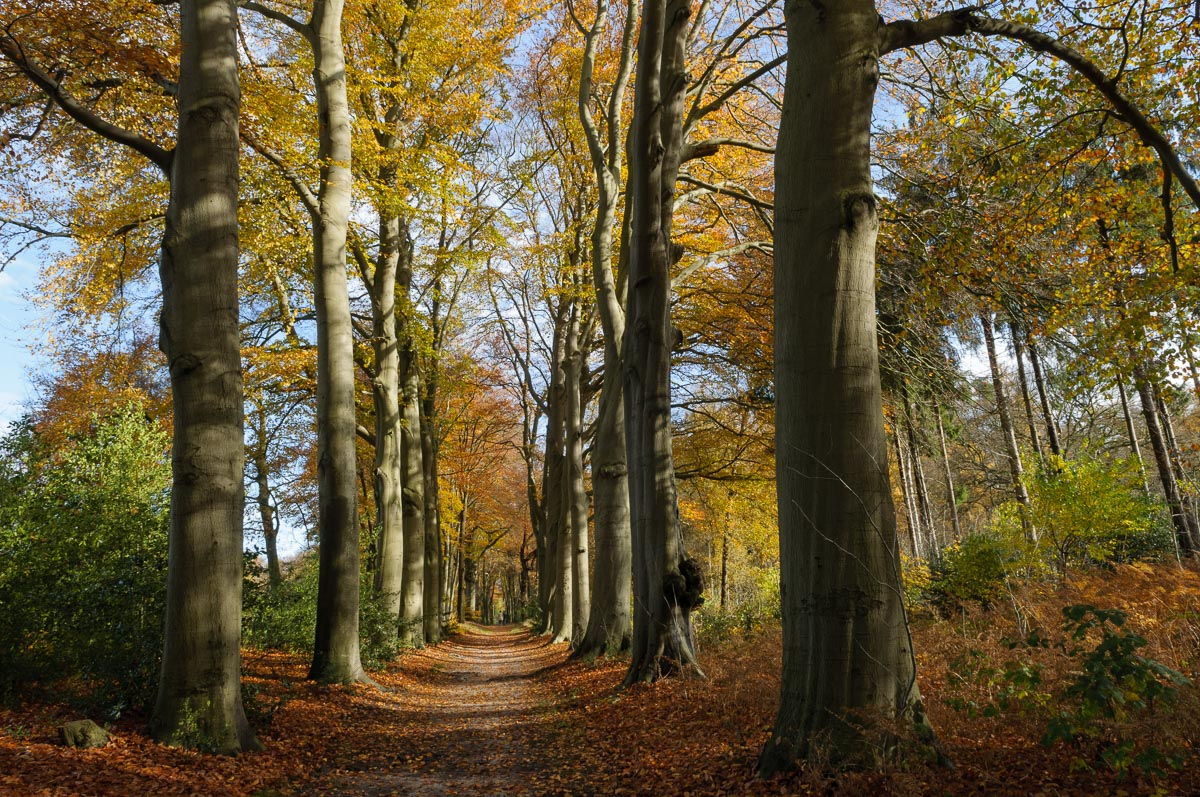
Landgoed Schoonoord, oostelijk deel van Natuurmonumenten, 's-Graveland
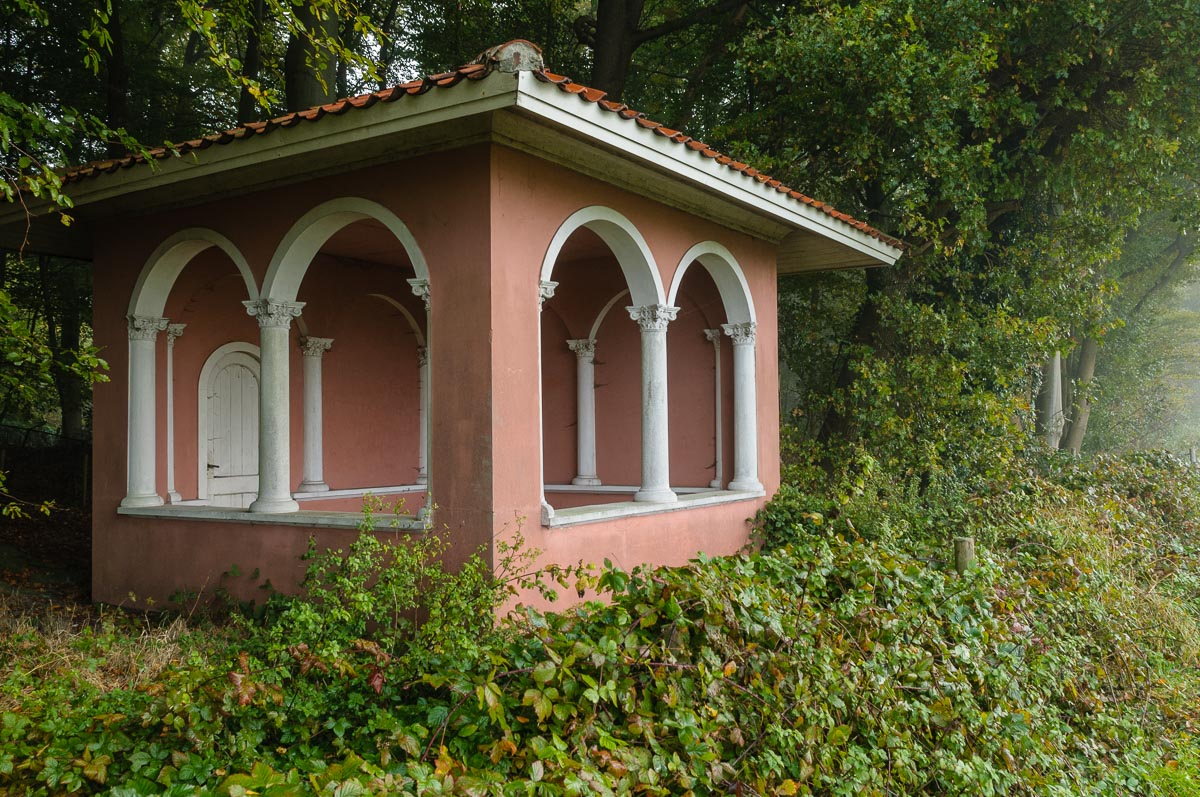
Idem, westelijk deel, roze tuinhuis, zichtbaar vanaf oprijlaan Gooilust
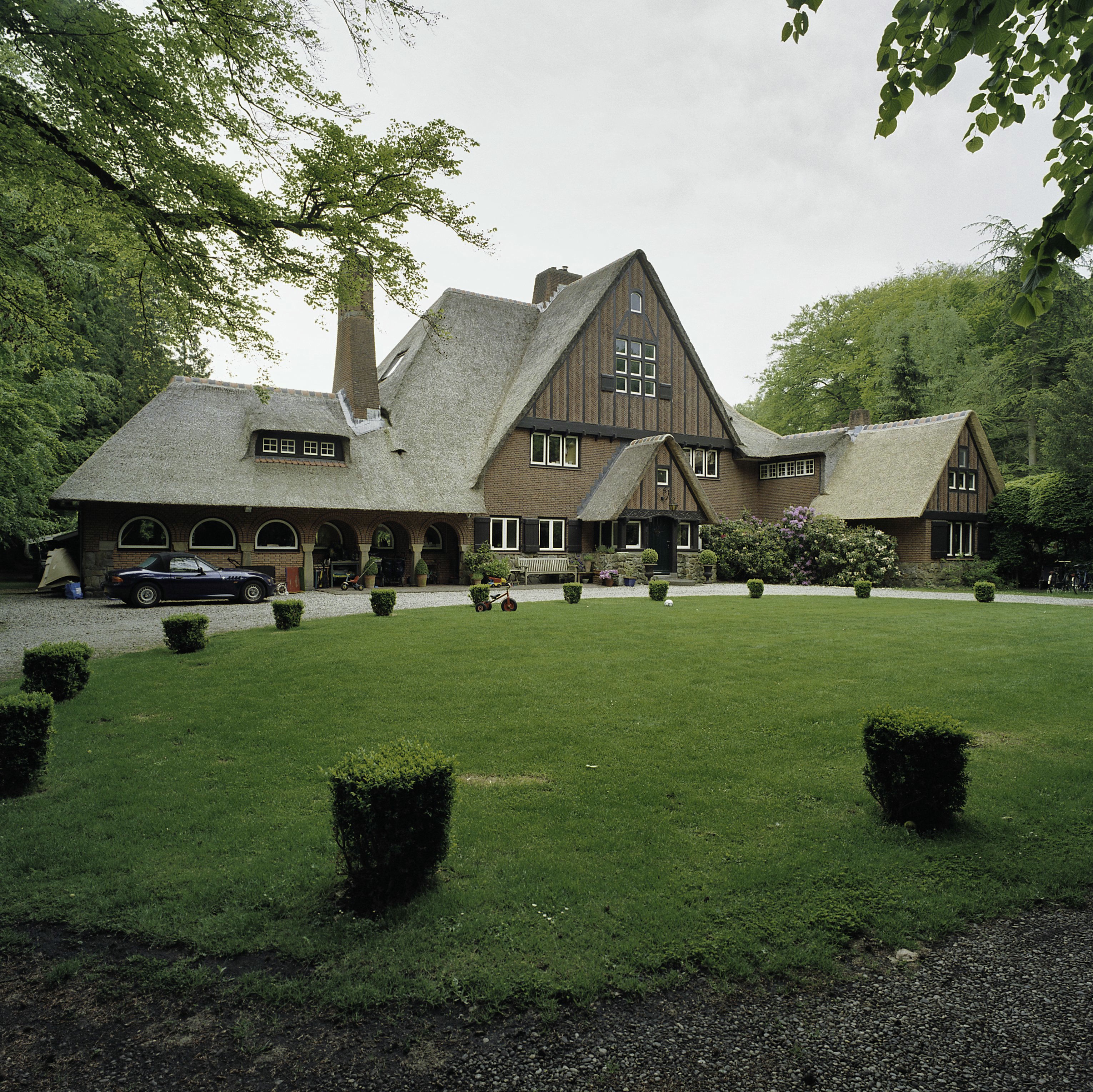
Het particulier bewoonde huis Schoonoord op het landgoed

Swaenenburgh ·
Schaep en Burgh · 
Boekesteyn · 
Sperwershof · 
Spanderswoud ·
Wolfsbergen  · 
Hilverbeek · 
Spiegelrust · 
Land en Bosch · 
Jagtlust · 
Schoonoord · 
Trompenburgh · 
Gooilust